# Captain Comet
Captain Comet est un super-héros créé en juin 1951 par John Broome au scénario et Carmine Infantino au dessin dans le comic book Strange Adventures publié par DC Comics.

## Histoire
En 1951, les super-héros sont passés de mode et chez DC Comics ne restent plus que Superman, Batman et Wonder Woman. Cela n'empêche pas le responsable éditorial Julius Schwartz de tenter de lancer dans le no 9 du comic book anthologique Strange Adventures daté de juin 1951 un nouveau super-héros nommé Captain Comet. Le scénario est assuré par John Broome et le dessin par Carmine Infantino. Les épisodes ultérieurs sont surtout dessinés par Murphy Anderson. Captain Comet est un mutant qui est né avec les capacités des humains dans 100 000 ans. Sous son identité secrète d'Adam Blake, il exerce le métier de bibliothécaire. Il est présent dans plusieurs numéros de Strange Adventures avant de disparaître après une dernière aventure dans le no 49 en octobre 1954. Il refait surface à partir de 1976 comme personnage secondaire de quelques comics avant d'intégrer l'équipe de L.E.G.I.O.N.

## Pouvoirs
Captain Comet possède les capacités que les humains auront tous dans 100 000 ans. Il est donc extrêmement intelligent et a les pouvoirs de télékinésie et de clairvoyance. Il est aussi capable de prouesses physiques impossibles pour le commun des mortels.